# Alpinia stenostachys
Alpinia stenostachys är en enhjärtbladig växtart som beskrevs av Karl Moritz Schumann. Alpinia stenostachys ingår i släktet Alpinia och familjen Zingiberaceae.
Artens utbredningsområde är Papua Nya Guinea. Inga underarter finns listade i Catalogue of Life.